# Dactylorhiza cordigera
Espèce
Statut de conservation UICN

 LC  : Préoccupation mineure
Statut CITES
Dactylorhiza cordigera est une espèce d'orchidées du genre Dactylorhiza présente en Europe du Sud-Est.